# 戴龙·罗伯斯

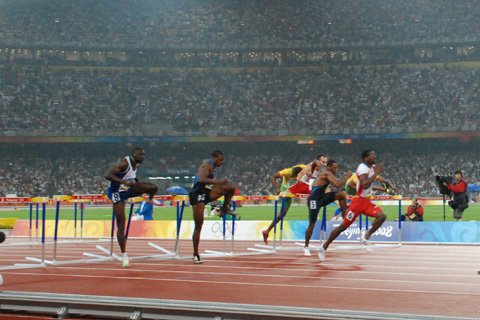
罗伯斯在北京奧運

戴龍·羅伯斯（西班牙語：Dayron Robles，1986年11月19日—），西班牙语音譯為戴龍·羅夫萊斯，古巴田径运动员。2008年6月12日，在捷克田径大奖赛的男子110米栏比赛中跑出12秒87的好成绩，打破中國選手刘翔保持的12.88秒世界纪录。2008年7月19日，羅伯斯跑出了12.88秒的前世界紀錄成績，成為了該項目第一位亦是正常风速下能兩次跑進12.90秒大關的選手（刘翔曾在2012年初超风速跑出12.87秒）。羅伯斯是第一位可以七步上欄架的跨欄選手，在跨越首欄上羅伯斯能佔盡先機，且其三步過欄技術十分純熟，這也是他能屢創佳績的原因。

## 2008年世界室内田径锦标赛
罗伯斯在预赛裡无成绩被淘汰，原因是他认为同组的劉翔抢跑犯规而没有起跑。但是当季他屢創佳績，因此該次比赛被认为是他在2008年里的一大挫败。

## 2008年夏季奧林匹克运动会
8月21日罗伯斯代表古巴队在北京出赛男子110米栏，輕鬆地以收步姿態12秒93奪得金牌。

## 2009年世界田徑錦標賽
在柏林舉行的第12屆世界田徑錦標賽110米欄預賽中，羅伯斯在最後5米收步並以小組第三名13秒67晉身準決賽。在準決賽，他於第三組第七線出賽，跑了三個欄就停下來並未完成賽事。

## 2011年世界田徑錦標賽
在2011年8月29日晚舉行的第13屆世界田徑錦標賽110米欄決賽中，羅伯斯以13秒14的成績第一个冲过终点，但隨後被國際田聯取消成績，原因是比賽過程中羅伯斯故意干擾相鄰賽道的劉翔。

## 2012年夏季奧林匹克运动会
8月8日罗伯斯代表古巴队在伦敦出赛男子110米栏，輕鬆地跑入决赛，但是在决赛中由于大腿肌肉拉伤未能完成比赛，成为本届比赛中第二位未能完成比赛的前奥运跨栏冠军。

## 感情生活
戴龙·罗伯斯的女友是一位古巴歌手，当他有空闲时间时，总是会去听女友的演唱会，以舒缓压力和补充动力。

## 外部連結
- 戴龙·罗伯斯在国际奥林匹克委员会的资料
- 戴龙·罗伯斯在的頁面